# Шабля (альбом)
«Шабля» — дебютний альбом гурту «Kozak System». Презентація альбому в Україні відбулась 20 листопада 2012 року. Планується вихід альбому у Німеччині та Польщі.
«Шабля» записувалася на 6 студіях — у Олександра Піпи на домашній студії «Аттрактор» (пісня «Гайдамацька»), на студії Братів Гадюкіних «Гадюкіни Рекордс» (пісня «Гей, Іване»), на власній студії «Kozak System» і на студії у Варшаві, на студії Тараса Чубая працювали над вокалом, на київській студії «Умка» писали ритм-секцію.

## Список композицій
| #     | Назва                                       | Автор слів                         | Автор музики             | Тривалість |
| ----- | ------------------------------------------- | ---------------------------------- | ------------------------ | ---------- |
| 1.    | «Шабля»                                     | Дмитро Лазуткін                    | Kozak System             | 3:16       |
| 2.    | «Гайдамацька»                               | Т. Шевченко                        | Kozak System             | 3:36       |
| 3.    | «Ми Боги»                                   | Юрко Іздрик                        | Kozak System             | 4:02       |
| 4.    | «Партія снайперів»                          | Сашко Положинський                 | Kozak System             | 3:33       |
| 5.    | «ҐетАп, СтендАп (Bob Marley cover)»         | Боб Марлі, Алла Вербова (переклад) | Kozak System             | 3:21       |
| 6.    | «А вже Тому 7 рік Буде (feat. Катя Chilly)» | народні                            | Kozak System             | 7:12       |
| 7.    | «Сніг»                                      | Сергій Жадан                       | Kozak System             | 4:46       |
| 8.    | «Така спокуслива»                           | Дмитро Лазуткін                    | Kozak System             | 3:29       |
| 9.    | «Я Ворота запираю»                          | народна                            | Kozak System             | 3:37       |
| 10.   | «Їхав козак містом»                         | народні                            | Kozak System             | 2:57       |
| 11.   | «Бай, бай, кохана (The Misfits cover)»      | Сергій Жадан                       | Kozak System             | 2:41       |
| 12.   | «Про Андрія (співає Андрій Середа)»         | народні                            | Kozak System             | 5:01       |
| 13.   | «Ворон»                                     | Kozak System                       | Kozak System             | 3:26       |
| 14.   | «Еміґрант Сонґ»                             | Сергій Жадан                       | Kozak System             | 4:48       |
| 15.   | «Ace of Spades (Motorhead cover)»           | Motorhead                          | Kozak System / Motorhead | 2:49       |
| 16.   | «Гей, Іване»                                | Сергій Кузьминський                | Kozak System             | 3:15       |
| 17.   | «Брат за брата»                             | Сашко Положинський                 | Kozak System             | 3:41       |
| 65:00 |                                             |                                    |                          |            |

## Цікаві факти
В альбомі є кавер-версії «Kozak System» на «Ace of Spades» Motorhead, «Die, Die, My Darling» The Misfits, «Get Up, Stand Up» Боб Марлі і «Гей, Іване» Братів Гадюкіних.
Міг увійти до альбому і кавер на «Smells Like Teen Spirit» Nirvana, але в переговорах з Кортні Лав, якій належать права на пісню, «Kozak System» відмовилися від цієї ідеї. Кавер на «Smells Like Teen Spirit» успішно виконується на концертах — його співає Ірена Карпа.
Пісню «Ворон», написану гуртом під враженням від роману «Залишенець. Чорний ворон» Василя Шкляра співає барабанщик Kozak System — Сергій Борисенко.
Влітку 2013 гурту запропонували виступити на поєдинку Володимира Кличка з росіянином Олександром Повєткіним з піснею «Брат за брата». Але в останню мить Кличко відмовився від цієї пісні й вийшов на ринг під традиційну «Can't Stop» від «Red Hot Chili Peppers». Під час Євромайдану ця пісня стала одним з його гімнів. У ніч на 1 грудня без підготовки і репетицій «Kozak System», Тарас Чубай, Сергій Фоменко, Марія Бурмака, Олег Собчук, Анжеліка Рудницька, Олена Грозовська, Едуард Приступа, Юрій Журавель, «Сєня» Присяжний, Ірена Карпа, Дмитро Лазуткін, Олександр Піпа, Вадим Красноокий, Олесь Доній, Руслана Лижичко, Святослав Вакарчук, Антін Мухарський, Євген Нищук, Сергій Пантюк записали кліп, в якому кадри з музикантами в студії звукозапису чергуються з відео з протестів на Евромайдані і побиттям студентів у ніч на 1 грудня.

## Музиканти
- Іван Леньо — вокал, акордеон, клавішні;
- Олександр Дем'яненко — гітара, мандоліна, вокал;
- Володимир Шерстюк — бас-гітара, вокал;
- Сергій Борисенко — барабани, вокал (13);
- Сергій Соловій — труба;
- Олександр Чаркін — тромбон.

### Запрошені музиканти
- Мишко Адамчак — сопілка (1, 2, 3, 4, 12)
- Шолохов Володимир Анатолійович — сопілка (5, 6, 7, 8, 10, 12, 13, 16)
- Володимир «Вовєнджя» Шотурма (Перкалаба) — цимбали (5)
- Володимир Польовчик — цимбали (6)
- Василь Гекер — скрипка (5)
- Іван Ткаленко — бандура (16)
- Андрій Середа (Кому Вниз) — вокал (12)
- Марина Богун — бек-вокал (14)
- Катя Chilly — вокал (6);

## Слова
- Дмитро Лазуткін — 1, 8;
- Юрко Іздрик — 3;
- Сашко Положинський (Тартак) — 4, 17;
- Сергій Жадан — 7, 11, 14;
- Kozak System — 13;
- Тарас Шевченко — 2;
- народні — 6, 9, 10, 12.